# Transmission
Transmission（トランスミッション）はBitTorrentのクライアントである。フリーソフトウェア・オープンソースソフトウェアであり、MIT Licenseで配布されている。
非公式バージョンでは2008年3月3日にiOSバージョンがリリースされている。 TransmissionはAndroidでも入手可能であり、Transdroidと命名されている。このように、Transmissionはスマートフォンで動作可能。
尚、早期プレビュー版ながら公式でWindowsに対応。

## 特長
Transmission （トランスミッション）を使うことで、ファイルのダウンロード・アップロードをインターネットから行うことができる。ユーザーはアイテムをドラッグアンドドロップすることにより、ダウンロード・アップロード用のキューを作ることができる。また、ファイル選択メニューから、それぞれのトレントアイテムが内含するファイルへの設定を調節することが可能である。 Transmission はシーディング（ダウンロードしたファイルを再びアップロードする機能）の機能も含む。

### 軽量
Transmission のメモリー使用量は BitTorrent よりも少ない。 このプロジェクトは、複雑になりすぎない程度に機能向上を目的とし、シンプルで直感的にすることがすべての動作プラットフォームにおけるインターフェイスデザインの指針である。

### 機能
- ダウンロードファイルの選択、優先度設定
- 暗号化通信
- トレントファイル作成
- Peer exchange（Vuze・μTorrent互換）
- 自動ポートマッピング（UPnP / NAT-PMP使用可能）
- ピアーキャッシュによる高速レジューム機能
- 動的な接続者制限 IPブラックリスト設定可能
- 全てのトレント接続に対して一つのリスニングポートを使用
- 全体 / 個別トレントに対する通信帯域制限機能
- ソート / フィルタリング機能
- HTTPS トラッカー対応
- IPv6 対応（1.50から導入）

#### macOS
- Transfer Management
  - ダウンロード・シーディング用のキュー
  - 簡易スケジューリング機能
  - 自動シーディング機能
  - グループ設定可能
- Dock及びGrowl使用による通知機能対応
- Quick Look 対応（Mac OS X Leopard以降）
- ツールバーカスタマイズ可能
- プログレスバーカスタマイズ可能
- Sparkleによる自動アップデート対応
- Universal Binary

## 対応OS

### 公式
- macOS
- Windows
- Linux
  - Ubuntu
  - Fedora
  - OpenSUSE
  - Mandriva
  - CentOS
  - Debian
  - Puppy
  - Arch Linux
  - Slackware
  - Gentoo
  - Pardus
- FreeBSD
- OpenBSD
- NetBSD

### 非公式
- Android
- iOS (アップル)

## 知名度
2008年1月14日、人気のあるLinuxディストリビューション「Ubuntu」の既定のBitTorrentクライアントとして採用された。2008年1月10日には、230,000ダウンロードを超え、MacUpdateでダウンロードされる最も人気のあるBitTorrentクライアントでもある。

## 開発

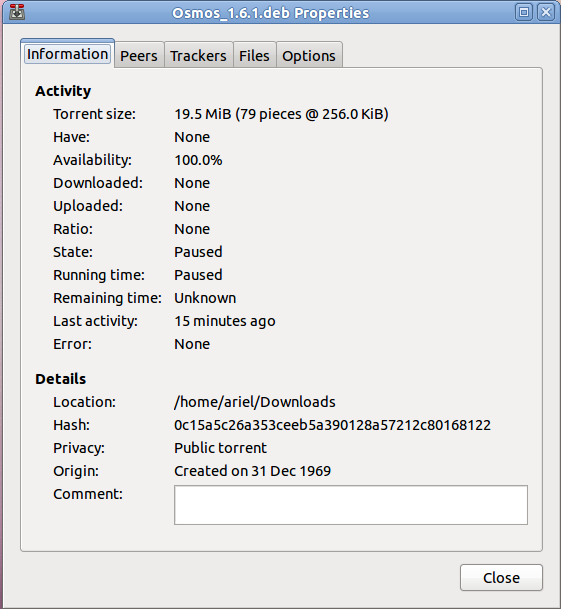
Transmission allows users to monitor a torrent's activity.

Daily Mac OS X版とソースコードのtarballsはここからダウンロード可能である。ディスカッションフォーラムでは、ユーザーサポート及び追加機能の要求が行える。また、IRCチャンネルが, #transmission, フリーノード上に存在する。

## libTransmission
Transmissionのバックエンド (libTransmission) は、 Mac用クライアントシェアウェア、XtorrentやTransmissionデーモンにも基本的な機能を提供している。このデーモンはClutchと呼ばれるウェブフロントエンドをサポートしている。過去には、Metal Gear Solid 4: Guns of the Patriots（PS3）における基本アップデートシステムとして使用されたことがある、また、ImageShackにおけるBitTorrentサービスでのバックエンドを担っていた。libTransmissionはlibcurl、OpenSSL、libevent、miniupnpc/libnatpmp等のサードパーティーライブラリを使用している。

## 初期の批判
バージョン 0.6.1は完全にはBitTorrentの仕様に沿っていなかったため、多くのプライベートトラッカーから接続を拒否される。この問題は2007年4月にリリースされたバージョン 0.70以降では解決している。